# Gordana Knezević
Gordana Knezević (Belgrado, 1950) è una giornalista serba naturalizzata bosniaca.
È l'ex vicedirettrice di Oslobođenje, ha coperto l'assedio di Sarajevo nel periodo 1992-1994. 
Dal 1996, ha lavorato a Toronto, in Canada, per l'agenzia di stampa Reuters.
Inoltre, ha svolto due mandati nel Consiglio dei giornalisti canadesi per la libertà di espressione. 
Oggi vive a Praga ed è l'autrice della rubrica  "Balkans Without Borders" per Radio Free Europe. 
Ha svolto l'incarico di direttrice del Radio Free Europe/RL Balkan Service nel periodo 2008-2016.

## Premi e riconoscimenti
- International Editor of the Year for 1993 - World Press Review
- International Women's Media Foundation Courage in Journalism Award in 1992[3]
- Rothko Chapel Foundation’s Oscar Romero Human Rights Award